# Interkulturelle Mediation
Bei interkultureller Mediation handelt es sich um einen Spezialfall der Mediation. Eine dritte Partei vermittelt in einem Konflikt meist zweier Konfliktparteien, wobei die Konfliktsituation unter den Bedingungen der Interkulturalität bzw. Interkulturellen Kommunikation stattfindet. Die Konfliktlösung wird dabei durch Berücksichtigung kultureller Standpunkte beeinflusst.

## Anwendungsgebiete
Prinzipiell kann jede Art von Konflikt auch in einem interkulturellen Kontext stattfinden und somit auch in Form einer interkulturellen Mediation bearbeitet werden. Es gibt insbesondere auf der Ebene der Völkerverständigung zwei prominente Beispiele, bei denen in interkulturellen Konflikten erfolgreich vermittelt wurde:
- Das Camp-David-Abkommen, 1978 vermittelt durch US-Präsident Jimmy Carter, das einen Frieden zwischen Israel und Ägypten ermöglichte.
- Begegnungen zwischen der PLO und Israel, die 1993 durch Impulse der norwegischen Regierung eingeleitet wurden

Beim Camp-David-Abkommen, wurden erstmals Ansätze aus der Konfliktmediation auf internationaler Ebene verwendet.
Dabei wird allerdings deutlich, dass es sich auf dieser Ebene nicht ausschließlich um die Art von Mediation handelt, die innerhalb von Gesellschaften angewandt wird. So existieren neben den Methoden der non-direktiven Mediation und Facilitation (also eine Form der Erleichterung einer Konfliktlösung), die die größten Überschneidungen mit Mediation als solches aufweisen, auch direktive Methoden (z. B. Power-Mediation), bei denen von der dritten Partei Macht eingesetzt wird.
Weiterhin existieren Formen der Konsultation, die häufig als „Interactive conflict resolution“ (also interaktive Konfliktbewältigung) bezeichnet werden. In der Praxis werden üblicherweise Elemente aller Techniken zur Vermittlung genutzt.
Durch den Einfluss von Globalisierung und Migration ist in den letzten Jahren auch im Rahmen der klassischen Konfliktmediation zunehmend ein Bedarf an „interkulturell kompetenter Konfliktvermittlung zu registrieren“:
- in Schulen
- in der Jugend- und Sozialarbeit
- in Stadtquartieren
- im Gemeinwesen
- in kommunalen Verwaltungen
- aber auch in Unternehmen, mit Mitarbeitern verschiedener kultureller Hintergründe.

Als bedeutender Vorteil dabei wird häufig genannt, dass die Mediation demokratische Strukturen und „die Verwirklichung von Idealen wie sozialer Gerechtigkeit und einem Recht auf individuelle Entfaltung“ begünstige.

## Unterschiede zur herkömmlichen Konfliktmediation
Bei der herkömmlichen Konfliktmediation geht es grundsätzlich darum, einen Konflikt so zu lösen, dass alle Parteien den größtmöglichen Erfolg erzielen. Dabei soll diese Lösung mit Hilfe eines Mediators – sprich eines Vermittlers – von den Konfliktparteien selbst ausgehandelt werden. Dieser Prozess der Lösungsfindung und -aushandlung erfordert eine reibungslose Kommunikation zwischen den Konfliktparteien sowie der dritten Partei. Diese kann durch kulturelle Unterschiede beeinflusst sein. Das meiste Wissen dazu entstammt der Interkulturellen Kommunikation.
Kultur kann beispielsweise in Anlehnung an Hall „als subjektives Phänomen, als eine Strukturierung des Fühlens, Denkens und Handelns“ verstanden werden.
Sie kann dabei einerseits der Auslöser oder Thema des Konfliktes sein, andererseits kann die Kommunikation im Lösungsprozess durch kulturelle Unterschiede oder den Einsatz von Kultur als Strategie beeinträchtigt sein.
Kulturelle Unterschiede, die eine Mediation beeinflussen können, sind:
- Unterschiedliche (Mutter-)Sprachen der beteiligten Parteien
- Unterschiede im nonverbalen Verhalten
- Umgang mit Emotionen
- Unterschiede in der Konfliktkultur; allgemein die Art, mit Konflikten umzugehen
- Unterschiede in den kulturellen Werten und Normen
- Machtasymmetrien aufgrund von Kultur
- Kultur als Strategie

### Kultur als Thema des Konfliktes
Wenn Kultur, zum Beispiel in Form von gegensätzlichen Werten und Normen, Ursache, beziehungsweise Thema des Konfliktes ist, scheint es schwierig „gerechte Lösungen“ zu erarbeiten.
Ziel muss es dabei sein, Respekt und Verständnis für die Werte des jeweils anderen zu schaffen, indem man beispielsweise „übergeordnete Gemeinsamkeiten“ herausstellt. Verbietet beispielsweise ein Elternteil seinem Kind aus religiösen Gründen die Teilnahme am Schwimmunterricht, welcher aber aus Sicht der Lehrkraft verpflichtend ist, so kann für beide das übergeordnete Wohl des Kindes als Kommunikationsgrundlage dienen. Darauf aufbauend wird ein Verständnis für die unterschiedlichen Begründungen möglich.

### Kulturelle Unterschiede als Konfliktursache
Kulturelle Unterschiede können zu „Kommunikationsstörungen und Missverständnissen“ führen, die einen Konflikt nach sich ziehen. Besonders Unterschiede in Sprache und nonverbalem Verhalten sind hier von Bedeutung. So können Gesten, wie Kopfschütteln oder ein hochgestreckter Daumen, in verschiedenen Kulturkreisen gegensätzliche oder unangebrachte Bedeutungen haben und somit zu Fehlkommunikationen führen. Allerdings muss man bedenken, dass Missverständnisse und bloße Unterschiede meist nicht ausreichen, um einen schwer lösbaren Konflikt hervorzurufen. Es sind vielmehr „Erfahrungen der Missachtung und Entwürdigung“ aufgrund asymmetrischer Verhältnisse, die zu anhaltenden Konflikten und einem Bedürfnis nach Rache führen.
Es ist also wichtig, Konflikte nicht grundsätzlich auf Kultur zurückzuführen und Unterschiede zu betonen (Kulturalisierung). Stattdessen sollten andere Konfliktursachen und die Nutzung von Kultur als Strategie (s. u.) Beachtung finden. Bestehende Unterschiede können jedoch einen bestehenden Konflikt weiter verschärfen.

### Kulturelle Unterschiede in der Konfliktbearbeitung
Kultur muss nicht unbedingt die Ursache für einen Konflikt sein, sondern kann auch Einfluss auf die Bearbeitung nehmen. Am offensichtlichsten wird das, wenn die Parteien keine gemeinsame Sprache sprechen, so dass eine Übersetzung notwendig wird. Ebenso kann dies im Bezug auf nonverbales Verhalten oder dem Umgang mit Emotionen nötig werden. Nur so wird das notwendige gegenseitige Verstehen möglich.

### Einfluss von Konfliktkulturen
Weiterhin findet man, dass es im kulturellen Vergleich unterschiedliche Arten gibt, Konflikte zu sehen und mit ihnen umzugehen.
- Ab wann handelt es sich um einen Konflikt?
- Steht das Ergebnis oder der Prozess im Mittelpunkt?
- Sollen „hierarchische“ oder „konsensuale“ Entscheidungen herbeigeführt werden?
- Werden Konflikte öffentlich oder privat ausgetragen?
- Finden formelle oder informelle Prozesse statt?
- Wird eine direkte oder indirekte Verhandlung bzw. Konfrontation gesucht?[9]

Diese Arten des Umgangs mit Konflikten werden meist vor dem Mediationsprozess geklärt, können und sollten aber im Verlauf immer wieder thematisiert werden. „Das Modell der Kulturdimensionen“ stellt eine weitere Möglichkeit dar, kulturelle Gruppen einzuteilen. Nach König haben sich vier Dimensionen in der Praxis bewährt:
- „Die Priorität von Individuum versus Gruppe“; wer muss an der Mediation teilnehmen, was bedeutet Eigenverantwortung?
- „Die Priorität der Aufgabenbewältigung versus Beziehungsgestaltung“; reicht das gemeinsame Ziel der Konfliktlösung oder muss vor der Lösung eine Beziehung hergestellt werden?
- „Die Priorität der Gleichheit versus Hierarchie“; wann spielt Gleichberechtigung einer Rolle, wann ist es effizienter, hierarchische Strukturen zu verwenden?
- „Die Priorität der Traditionen versus Veränderung“; wann ist Stabilität wichtig, wann Fortschritt?

So stehen in kollektivistischen Kulturen vor allem die Beziehungen und die „Störungen des entsprechenden sozialen Systems“ und somit Beziehungen im Vordergrund, während in individualistischen Kulturen vorrangig die „Spannungen zwischen Individuen“ gesehen werden. Daraus ergeben sich entsprechende Prioritäten für die Konfliktbearbeitung. Entweder sollen vorrangig Beziehungen oder das Problem bearbeitet werden. Hier setzen auch wieder die Unterschiede in den Konfliktkulturen an.

#### Die Gefahr der Kulturalisierung
Bei der bloßen Betrachtung der Unterschiede besteht die Gefahr, diese nur der Kultur zuzuschreiben und sie zu stark zu betonen. Dadurch werden andere Ursachen nicht erkannt und es wird schwieriger, Gemeinsamkeiten herauszuarbeiten. Daher ist es besonders wichtig, aus eventuellen kulturellen Unterschieden nur diejenigen herauszufiltern, die für den Konflikt auch tatsächlich relevant sind. So zum Beispiel sprachliche Unterschiede, die in jedem Falle überwunden werden müssen oder Unterschiede, die das Thema des Konfliktes bestimmen, wie beispielsweise auf religiöser Ebene.

#### Machtasymmetrien aufgrund von Kultur
Durch kulturelle Unterschiede treten häufig Machtasymmetrien auf, die für die Konfliktmediation eine bedeutende Rolle spielen können. So ist beispielsweise meistens das System, in dem die Mediation stattfindet, in der überlegenen Position. Eine Überbetonung der eigenen Kultur kann gleichzeitig zu einer Abwertung der anderen führen. Wie schon Herodot feststellte, „sind die Menschen von der Meinung durchdrungen, die von ihnen selbst entwickelten Lebensformen seien jeweils die Besten“
Diese scheinbare „Normalität“ geht häufig mit einer Kränkung der Partei einher, welche einen niedrigeren Status besitzt.
Um diesen Asymmetrien entgegenzuwirken, sollte der Prozess von beiden Parteien gestaltet werden können und Machtasymmetrien benannt und ernst genommen werden.

#### Kultur als Strategie
Häufig ist Kultur nicht das „Konflikthafte“, sondern nur eine „Instrumentalisierung zur argumentativen Verteidigung eigentlich individueller Interessen“. Der Hintergrund dessen lässt sich nach Fechler wiederum auf die ungleiche Machtverteilung zurückführen.
- Beruft sich der Mächtigere auf seine Kultur, steht dabei oft im Hintergrund, dass Privilegien verteidigt werden sollen.
- Beruft sich der Mächtigere auf die Kultur des Gegenübers, verbirgt sich dahinter häufig die Absicht zu psychologisieren und diesen abzuwerten.
- Beruft sich der Statusniedere auf seine Kultur, kann dies darauf hindeuten, dass Sonderrechte beansprucht und ein eventueller Rückzug gerechtfertigt werden
- Beruft sich der Statusniedere auf die Kultur des einflussreicheren Gegenübers, soll häufig eine Abwertung oder Skandalisierung erzielt werden, wie beispielsweise durch  den Vorwurf des Rassismus.[15]

Problematisch ist daran, dass es schwierig ist, die wirkliche „Relevanz zu überprüfen“, die Kultur in diesem Falle besitzt.

## Kompetenzen für Mediatoren
Aufgrund der Besonderheiten interkultureller Mediation müssen Mediatoren besondere Anforderungen erfüllen.
Da die Wahrnehmung eines Konfliktes die Handlungen des Mediators beeinflusst, ist es besonders wichtig, dass dieser offen ist und eine „flexible Empathiefähigkeit“ besitzt.
Weiterhin sollten sie eine gewisse „kulturelle Intelligenz“ besitzen, das heißt „Kenntnisse über die eigene und die anderen Kulturen“, sowie ein „Grundlegendes Bewusstsein … für kulturelle Prägungen und Differenzen“ besitzen. Dabei sollte dieses Wissen aber nicht verabsolutiert werden, da Kultur auch häufig instrumentalisiert wird.
Mediatoren sollten also über das „Was“ von Kultur hinausblicken und berücksichtigen, „wie“ über Kultur gesprochen wird und wie man sie nutzt. Dabei ist es wichtig, die Wertschätzung gegenüber dem Anderen deutlich zu machen und dessen Selbstbeschreibung und deren Bedeutung anstelle von scheinbarem Wissen zu verwenden. So wird eine Kulturalisierung vermieden.
Zudem sollten Mediatoren Machtasymmetrien ernst nehmen, deren „Auswirkungen auf interpersonaler Ebene“ vermutlich nur vermindert werden können.
Dazu gehören besonders, dass Erfahrungen „struktureller und individueller Diskriminierung“ anerkannt werden und der überlegenen Partei aufgezeigt wird, dass ihre Vorstellung von Normalität für das Gegenüber kränkend sein kann.
Zuletzt sollte die Mediation „kontextsensibel“ sein. Dazu gehört das Bewusstsein, dass die Rahmenbedingungen durch das „gastgebende[-] System“ festgelegt werden. Daher ist es wichtig, das „Bearbeitungsdesign“ gemeinsam auszuhandeln. So können Regeln und Gerechtigkeitsvorstellungen eingebracht werden und die Unparteilichkeit von Mediatoren in Frage gestellt und gegebenenfalls ein Mediator als Vertreter der unterlegenen Partei hinzugezogen werden. Zusätzlich kann es hilfreich sein, wenn der Mediator sich seiner Rolle bewusst ist und gegebenenfalls Ungleichgewichten in Form von „empowerment“ entgegenwirkt und Partei ergreift.